# 谢鉴衡
谢鉴衡（1925年1月3日—2011年2月9日），湖北洪湖人，中国河流泥沙工程学家。

## 生平
1950年毕业于武汉大学，1955年获苏联科学院水利科学研究所河流泥沙工程专业副博士学位。1995年当选为中国工程院院士。